# Марта Луна
Марта Лу̀на (на испански: Marta Luna) е мексикански режисьор. Завършва магистърска програма „Театрална, радио и телевизионна режисура“ в Националния автономен университет на Мексико. Като телевизионен режисьор е работила в различни теленовели на мексиканската компания Телевиса, продуцирани от Анджели Несма, Салвадор Мехия, Роберто Ернандес Васкес и Никандро Диас Гонсалес.

## Филмография

### Теленовели
- До края на света (2014-2015)[3] втора част
- Срещу вълните на живота (2005)[4]
- Сърца на границата (2004)
- Да живеят децата (2002-2003)
- Натрапницата (2001) втори режисьор, трета част
- Ангелско личице (2000-2001)
- Непокорна душа (1999)
- Камила (1998-1999) първа част
- Без теб (1997-1998)
- Есмералда (1997)
- Мария от квартала (1995-1996)

### Сериали
- Розата на Гуадалупе (2008-2024) 136 епизода

### Предавания
- Al sabor del chef (2007)